# Lie-ce (könyv)
A Lie-ce (Liezi) az i. e. 5-4. századi Li Jü-kou (Lie Yukou)nak tulajdonított filozófiai mű, amelynek egyik fontos témája a halálhoz, az elmúláshoz való viszony. Ebben a műben, a Csuang-ce (Zhuangzi)hez hasonlóan a filozofikus fejtegetések, a dialógusok és a tanmesék egymást váltogatják. Számos történettel illusztrálja azt a nézetet, amely szerint a taó (dao)n (道) kívül minden a születés, a növekedés, a hanyatlás és a pusztulás fokozatait járja be. Mivel más dolgokhoz hasonlóan az ember is az ürességből származó csi (qi)ből (氣), illetve az ebből létrejött jin-jang (yin–yang) (陰陽) kettősségből keletkezett, így természetes, hogy ez a megszilárdult csi (qi) (az ember) visszatér az ürességbe.

## Szerzője
A Lie-ce (Liezi) szerint Lie Jü-kou (Lie Yukou) (kb. i. e. 440–370). Liu Hsziang (劉向) szerint a Cseng (Zheng)-beli Mu (繆) herceg uralkodásának idején élt. A 12. században már számos tudós kétségbe vonta létezését, és csak allegorikus személyként, Csuang-ce (Zhuangzi) figurájaként kezelte. De Barry és Wing Tsit-Chan szerint a neki tulajdonított művet valójában egy i. sz. 3. századi neotaoista szerző írta. Richard Wilheim nem talált alapot, hogy kételkedjék Lie-ce (Liezi) történeti létezésében, Lionel Giles szerint a párhuzamos történetek a Lie-ce (Liezi)ben jobbak, mint a Csuang-ce (Zhuangzi)ben. Sze-ma Csien (Sima Qian) nem tesz róla említést A történetíró feljegyzéseiben, de olyan korábbi művekben, mint például a Si-ce (Shizi) (尸子), a Csan-kuo cö (Zhanguoce), a Lü-si csun-csiu (Lüshi chunqiu) (呂氏春秋) vagy a Ven-ce (Wenzi), bölcselőként szerepel.

## Keletkezése, története
A Lie-ce (Liezi) című művet elsőként Liu Hsziang (Liu Xiang) említi i. e. 14-ben, később valószínűleg erre alapozva hivatkozik rá a Han su (Han shu) bibliográfiai fejezete, a Ji-ven-cse (Yiwenzhi). Ezután a szöveg következő felbukkanása a műhöz a legfontosabb kommentárt író Csang Csan (Zhang Zhan)nál (張湛; i. sz. 330–400) található meg, aki talán a szöveg kialakulásában is fontos szerepet játszott. A szöveg egésze tehát minden bizonnyal kései, de egyes részletek származhatnak a Csin (Qin)-kor előttről. A Song-korban hozzátették a „legmagasabb erény” (cse tö (zhi de) 至德) kifejezést. Ugyanakkor 1087-ben a császár megtiltotta, hogy a későbbiekben a hivatalnoki vizsgákon a Tao-tö-king (Daodejing), a Lie-ce (Liezi) vagy a Csuang-ce (Liezi) legyen a téma. Csang Csan (Zhang Zhan) mellett további kommentárokat írt Lu Csung-hszüan (Lu Chongxuan) (盧重玄; 739–742) Lie-ce csie (Liezi jie) (列子解) címmel, Jin Csing-sun (Yin Jingshun) (殷敬順) Lie-ce si-ven (Liezi shiwen) (列子釋文) címmel, továbbá a Taoista kánonban található négy további kommentár közül az egyik szerzője a hagyomány szerint a Szung (Song)-kori Huj-cung (Huizong) császár 徽宗 (uralk. 1101–1127).

## Szerkezete
A jelenleg ismert formájában a Lie-ce (Liezi) a következő 8 fejezetből áll:
| Fejezet | kínai cím | Átírás                     | Fordítás                     |
| 1       | 天瑞      | Tien-zsuj (Tianrui)        | Égi jelek                    |
| 2       | 黃帝      | Huang-ti (Huangdi)         | A Sárga Császár              |
| 3       | 周穆王    | Csou Mu-vang (Zhou Muwang) | A Csou (Zhou)-beli Mu király |
| 4       | 仲尼      | Csung-ni (Zhongni)         | Konfuciusz                   |
| 5       | 湯問      | Tang ven (Tang wen)        | Tang kérdései                |
| 6       | 力命      | Li-ming (Liming)           | Erő és sors                  |
| 7       | 楊朱      | Jang Csu (Yang zhu)        | Jang Csu (Yang Zhu)          |
| 8       | 說符      | Suo-fu (Shuofu)            | Az összefüggések magyarázata |

## Filozófiája, jellegzetességei
A Lie-ce (Liezi) egyik fontos témája a halálhoz, az elmúláshoz való viszony. Számos történettel illusztrálja azt a nézetet, amely szerint a taó (dao)n (道) kívül minden a születés, a növekedés, a hanyatlás és a pusztulás fokozatait járja be. Mivel más dolgokhoz hasonlóan az ember is az ürességből származó csi (qi)ből (氣), illetve az ebből létrejött jin-jang (yin–yang) (陰陽) kettősségből keletkezett, így természetes, hogy ez a megszilárdult csi (qi) (az ember) visszatér az ürességbe. A Lie-ce (Liezi)ben a halállal kapcsolatosan öt különböző attitűdöt különböztethető meg:
1. Mivel a párok komplementerek, ezért az élet nem képzelhető el halál nélkül.
2. Az egyén létezése nem valóságos, hanem álomszerű, pusztán a csi (qi) átalakulásának egyik stációja.
3. Az üresség és a nemlét az ember eredeti hazája, ahová igyekszik visszatérni.
4. A haláltól való félelem ostobaság, hiszen nem lehet tudomásunk arról, valójában milyen is odaát, így nem lehet kizárni, hogy az életnél örömtelibb világ várja az embert a halálban.
5. Az élet a folyamatos erőfeszítések jegyében telik el, ezzel szemben a halált érdemes az ezt megkoronázó pihenésként és nyugalomként felfogni.
Az egyes emberhez kötött tervek és cselekedetek helyett a Lie-ce (Liezi) a spontaneitás (ce-zsan (ziran) 自然) elvét javasolja, melyet követve az ember képes lemondani saját akaratáról és a taó (dao)nak engedi át az irányítást. Amennyiben képes az ember megszabadulni saját határaitól, képes lesz minden létezővel egységben és összhangban cselekedni.
Általában a taoista művekhez hasonlóan a Lie-ce (Liezi)ben is gyakran visszatérő elmélkedés tárgya az álom és valóság, az illúzió és a realitás viszonya. A buddhizmusból is jól ismert illúzió azonban a taoizmusban nem kap negatív felhangot, így nem az álomból való felébredés a cél, hanem sokkal inkább annak felismerése, hogy a két világ között lényegében nincs jelentős különbség, az egyikből könnyedén átjuthatunk a másikba. Az álom tehát természetes velejárója, mintegy kiegészítő párja a valóságnak, akárcsak a halál az életnek.
A Csuang-ce (Zhuangzi)hez hasonlóan a Lie-ce (Liezi) is kettős szerepben ábrázolja Konfuciuszt: néha a Lie-ce (Liezi) elképzeléseit valló és megvalósító, a korlátolt konfuciánus bölcsességeket támadó bölcsként (pl. II.8, IV.1), máskor tanítványi státuszban lévő, alacsonyabb rendű tanítást képviselő személyként jelenik meg (pl. II.9, II.10, V.7). Egy másik kínai bölcseleti irányzat, a Kung-szun Lung-ce (Gongsun Longzi)-féle (公孫龍子) vitatkozva érvelés néhány ellentmondása szintén helyet kap a kötetben, inkább játékos, semmint komoly kontextusban.
Az egész Lie-ce (Liezi)re jellemző, de az V. fejezet feltűnően bővelkedik mítoszokban, mesékben, az egzotikus népek szokásainak leírásában, a különböző foglalkozások (horgász, kocsihajtó, kardforgató, zenész, orvos, íjász stb.) kavalkádjában. A dolgok rendkívülisége egyrészt azért vonzotta a taoistákat, mert ez valamilyen értelemben szembenállást jelentett a túlságosan szabálytisztelő konfucianizmussal szemben, másrészt mert egy egyszerű, gyermeki naivitáshoz és spontaneitáshoz való visszatérést jelentett. Szintén már a Csuang-ce (Zhuangzi)ben gyakran felbukkan a relativista nézőpont, amely tartózkodik a túlzottan egyoldalú álláspontok kifejezésétől.
A műben lényeges kérdés az emberi akarat szerepe és az égi sors kérdése, melyben a Lie-ce (Liezi) szélsőséges nézetet képvisel. Az égi sors meghatározó befolyása a Lie-ce (Liezi) szerzője szerint arra kell hogy ösztönözze az embereket, hogy cselekedeteiket ne az alternatívák mérlegelése alapján irányítsák (hiszen valódi döntési lehetőséggel nem rendelkeznek), hanem a spontaneitás jegyében végezzék, mindenféle megfontoltság és tudatosság nélkül.
Híres a Lie-ce (Liezi) általános koncepciójából közismerten „kilógó” úgynevezett Jang Csu (Yang Zhu) (VII.) fejezet, mely az állítólag az i. e. 4. században élt gondolkodó nézeteit illusztrálja hétköznapi nyelvezettel megírt, könnyen érthető, misztikus elemektől mentes példázatokkal. A szakirodalomban általában hedonistának címkézett Jang Csu (Yang Zhu) tanításaiban az evilági élet mulandóságára helyezte a hangsúlyt, és arra az álláspontra helyezkedett, hogy az élvezet (zene, ruhák, ételek, szex) az egyetlen eszköz arra, hogy az életet tartalmassá tegyük. Ugyanakkor az anyagi javakat haszontalannak és megvetendőnek tartotta, főleg akkor, ha ezekkel az élet fontosságát és a testi integritást állítjuk szembe. Az egyik dialógus éppen ezt a kérdést kihegyezve arról számol be, hogy Jang Csu (Yang Zhu) a világ megjobbításáért egyetlen hajszálát sem volt hajlandó feláldozni.
A Csuang-ce (Zhuangzi)vel közös vonása a Lie-ce (Liezi)nek a gyakorlati tevékenységet űzők felmagasztalása: a tigriseket etető Liang Jang (Liang Yang) (梁鴦), a kabócagyűjtő, vagy a szekérhajtó, mind saját tapasztalatukból ismerik a tao (dao)t. A Lie-ce (Liezi)ben ezen túl számos olyan történet található, amely a későbbiekben híres „közmondások” alapját képezte: a majomgondozóról, a harci kakast nevelőről, a szülőhazájába visszatérőt becsapó útitársakról, a napot üldözőbe vevő Kua-fu (Kuafu)ról, az íjászatot tanuló Lie-ce (Liezi)ről, a gazdáját fel nem ismerő kutyáról, a jádekőből eperfalevelet faragó Szung (Song)-beli emberről vagy a szomszédját fejszelopással gyanúsító személyről szóló történetek a mai napig nagy népszerűségnek örvendenek.
A Jang Csu (Yang Zhu)-féle fejezetet leszámítva a Lie-ce (Liezi) inkább tekinthető egy olyan műnek, amely a korábbi, elsősorban Csuang-ce (Zhuangzi)-féle taoizmust gondolja tovább, semmint egy önálló bölcseleti rendszer összefoglalásának.

### Magyarul
- ↑ Dobos 1994.:  Lie Ce: Az elomló üresség igaz könyve. (Fordította: Dobos László) Budapest: Ferenczy Könyvkiadó, 1994
- Lie-ce. A Tao könyve; ford. Meier Lídia; Farkas Lőrinc Imre, Bp., 1995
- ↑ Fung 2003.:  Fung Yu-lan: A kínai filozófia rövid története, (Szerk.: Derk Bodde; Ford.: Antóni Csaba.) Budapest: Osiris Kiadó, 2003 ISBN 963-389-479-4
- ↑ Kósa 2013.:  Kósa Gábor: „Liezi”. In Kósa Gábor–Várnai András (szerk.): Bölcselők az ókori Kínában. Magyar Kína-kutatásért Alapítvány, Budapest 2013. pp. 225–236. ISBN 978-963-284-374-2

## Külső hivatkozások
- Liezi, Taoist Culture & Information Centre
- Lieh Tzu, Ancient Landmarks
- Taoist teachings from the book of Lieh Tzŭ, Giles angol fordításában
- Yang Chu's Garden of Pleasure, Forke angol fordításában, Internet Sacred Text Archive
- Liezi 列子, Chinese Text Project (kínaiul)
- The Liezi Project Gutenberg (kínaiul)